# Euthalios
Euthalios est un éditeur du Nouveau Testament, probablement au IVe siècle.
On lui doit une édition des Actes des Apôtres, des épîtres catholiques et du corpus paulinien selon une mise en page du texte par petites unités de sens, per cola et commata (en grec στιχηδόν) comme on dit en paléographie. C'est, en somme, une application particulière de la division du texte en versets. Lui sont aussi attribuées la capitation (κεφάλαια) de ces livres, c'est-à-dire leur division en chapitres, ainsi que, semble-t-il, des indications d'incipit (début) et desinit (fin) des péricopes (lectures) liturgiques (ἀναγνώσειϛ). 
Dans sa préface au corpus paulinien, il déclare avoir suivi les traces d'un précurseur dans ce travail de mise en page (PG 85, 708 A). Peut-être a-t-il gravité dans l'orbite de l'école de Césarée, où Eusèbe a lui-même entrepris, à la suite d'Ammonius, un travail d'édition comparable (encore que différent dans son principe) pour les évangiles. Ce serait en tous les cas un critère de datation (postérieur au début du IVe siècle), puisque, si le travail d'Ammonius ou Eusèbe n'avait pas existé à son époque, il aurait dû, en toute hypothèse, commencer par les évangiles. D'après la page en anglais, qui reprend un article de 1913, les Actes et les épîtres auraient été divisés par Euthalios en 57 sections couvrant les dimanches de l'année liturgique et des circonstances particulières, comme la fête de Noël. Si tel est le cas, il faut savoir que la fête de Noël est assez tardive en Orient, et qu'il ne pourrait pas être un auteur antérieur au début du Ve siècle si son origine est égyptienne ou syrienne, à la fin du VIe siècle si son origine est palestinienne.
Certains manuscrits le désignent comme un diacre devenu évêque de Soulki (ou Soulka), sans doute Sulci en Sardaigne, mais Euthalius de Sulci (CPG 7742) est un auteur du VIIe siècle avec qui il n'est pas possible de le confondre.

## Référence aux œuvres
- CPG  3640-3642